# فاناش بالا
فاناش بالا (بالإنجليزية: Vanash-e Bala)‏ هي منطقة سكنية تقع في إيران في Alamut-e Pain Rural District. يقدر عدد سكانها بـ 51 نسمة .